# Ozarba microcycla
Ozarba microcycla là một loài bướm đêm trong họ Noctuidae.